# In the Blood (film, 1988)
Pour plus de détails, voir Fiche technique et Distribution.
In the Blood (神探父子兵, Shen tan fu zi bing) est un film d'action hongkongais réalisé par Corey Yuen et sorti en 1988 à Hong Kong.
Il totalise 6 804 354 HK$ de recettes au box-office.

## Synopsis
L'histoire d'un policier enclin aux accidents.

## Fiche technique
- Titre original : 神探父子兵
- Titre international : In the Blood
- Réalisation : Corey Yuen
- Scénario : Yuen Kai-chi
- Photographie : Tom Lau
- Montage : Peter Cheung
- Musique : Chris Babida (en)
- Production : Wu Ma
- Société de production : D&B Films et Bo Ho Films
- Société de distribution : Golden Harvest
- Pays de production :  Hong Kong
- Langue originale : cantonais
- Format : couleur
- Genre : action
- Durée : 101 minutes
- Date de sortie :
  - Hong Kong : 22 juillet 1988

## Distribution
- Andy Lau : Wah
- Siu Hung-mui : Tze
- Chin Siu-ho : Fai Ying
- Bill Tung : le commissaire Louis
- Wu Ma : Oncle Ma
- Corey Yuen : Dan
- Woo Kam : Tante Roi
- Sammo Hung : Hung Kei (caméo)
- Tai Po : Tai Po
- Sai Gwa-Pau (en) : le serveur balbutiant
- Philip Ko : Numéro 6
- Lau Chau-sang : Curry
- Richard Ng : l'homme du parcmètre (caméo)
- Anthony Chan (en) : l'homme du braquage (caméo)
- Alfred Cheung : l'homme du braquage (caméo)
- Chow Kam-kong : Yee Po
- Lee Chi-kit : le collègue de Dan
- Chu Tau : l'homme de Fai Ying
- Peter Chan Lung : l'officier 5726 (non crédité)
- Yuen Mo-chow : un voyou à la jetée (non crédité)
- Kwan Yung : un voyou à la jetée (non crédité)
- Lee Scott